# Nhà thờ chính tòa Milano
Nhà thờ chính tòa Milano (tiếng Ý: Duomo di Milano, tiếng Lombard: Domm de Milan) là nhà thờ chính tòa của Tổng giáo phận Milano, tọa lạc ở thành phố Milano, Lombardia, miền bắc nước Ý. Động thổ từ năm 1386 và phải mất 5 thế kỷ để xây dựng đại thánh đường theo phong cách kiến trúc Gothic này và hiện là nhà thờ Công giáo Rôma lớn thứ tư trên thế giới.
Bố cục quy hoạch của thành phố Milano đều lấy trung tâm là nhà thờ này, với đường phố xuất phát từ nó hoặc chạy quanh nó. Đây vốn là địa điểm tọa lạc Nhà thờ Santa Tecla hoàn thành năm 355, tiếp giáp với một vương cung thánh đường được thêm vào trong 836. Khi một đám cháy làm hỏng cả hai tòa nhà trong năm 1075, địa điểm này được xây dựng lại thành một Duomo.

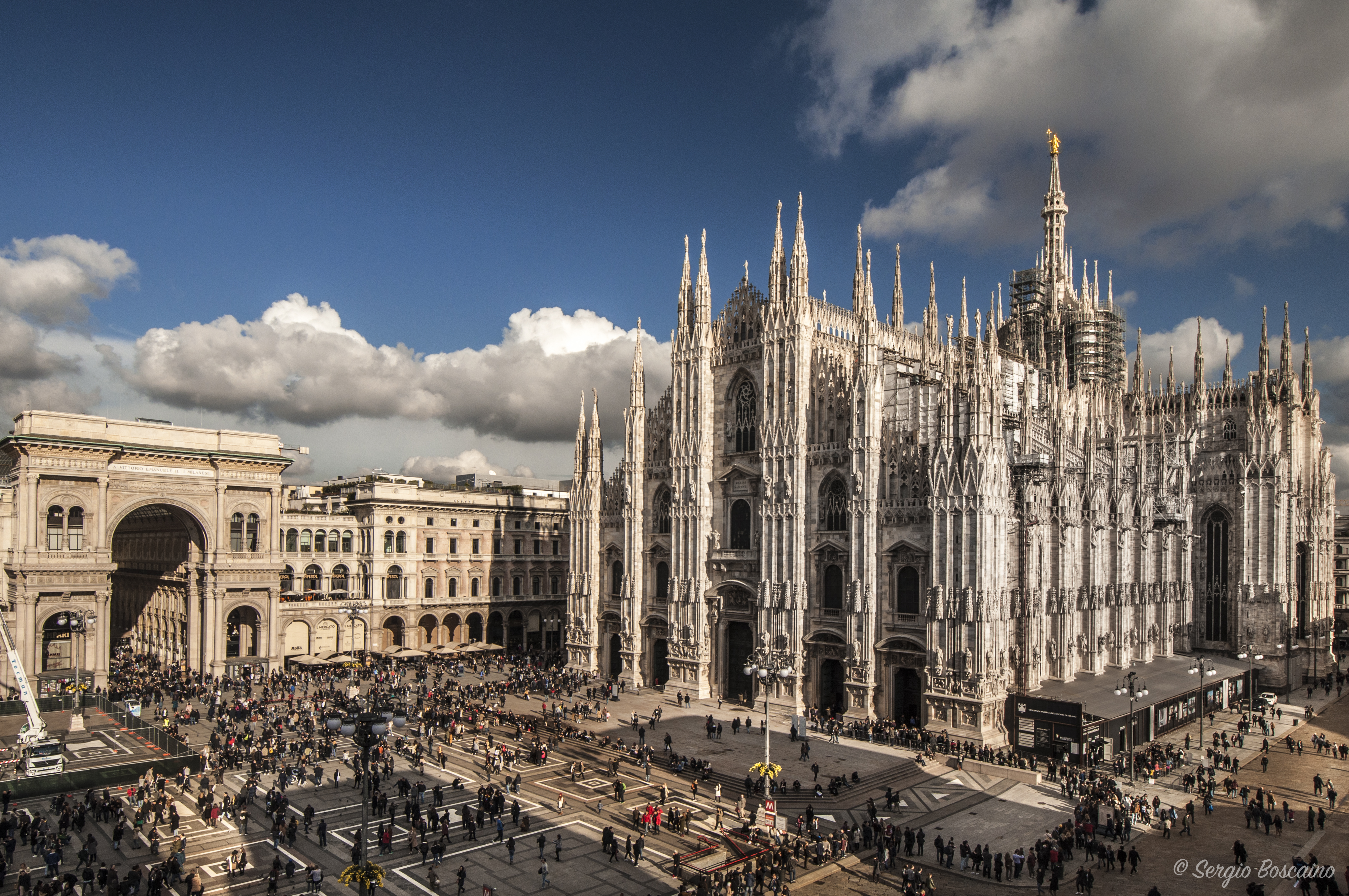
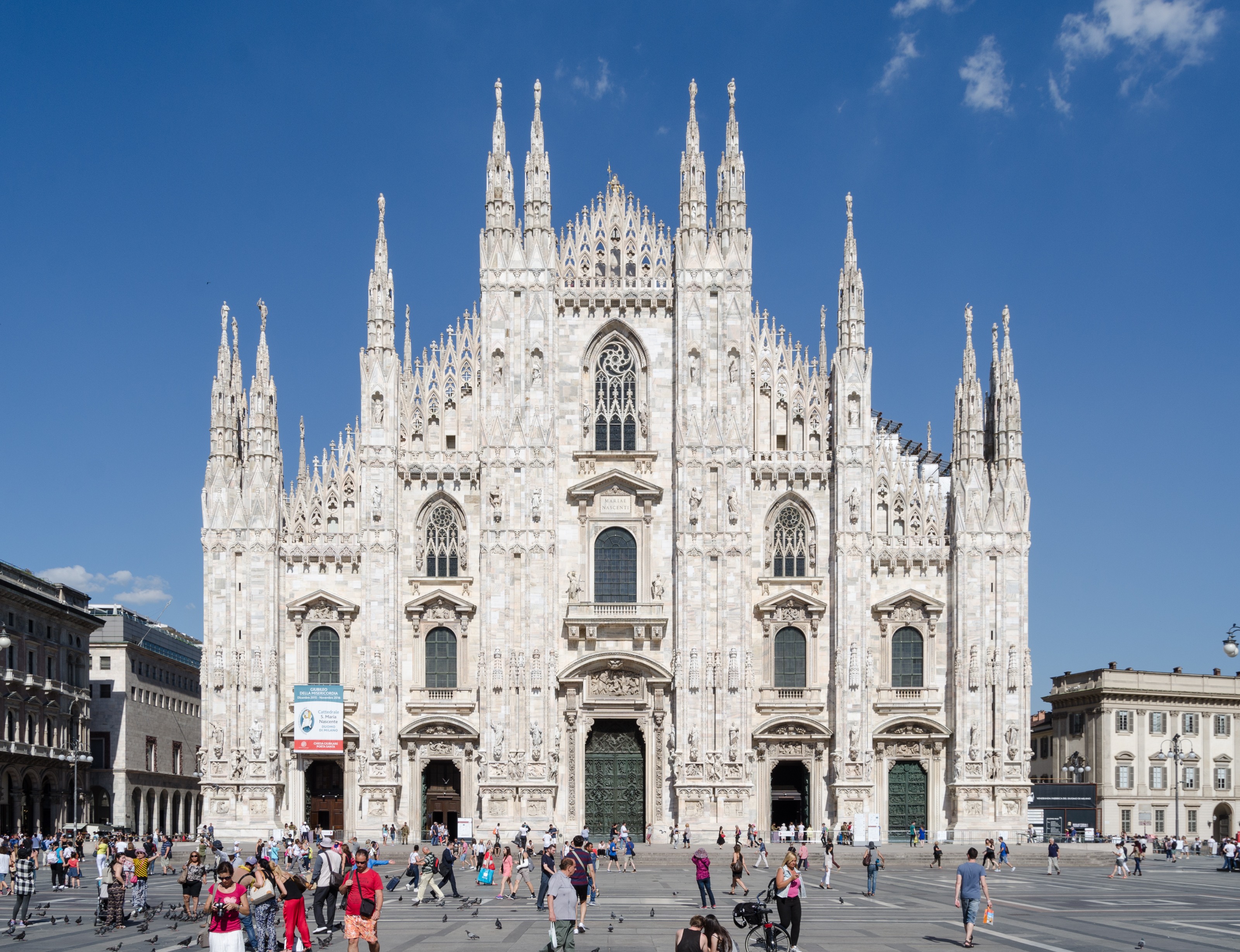
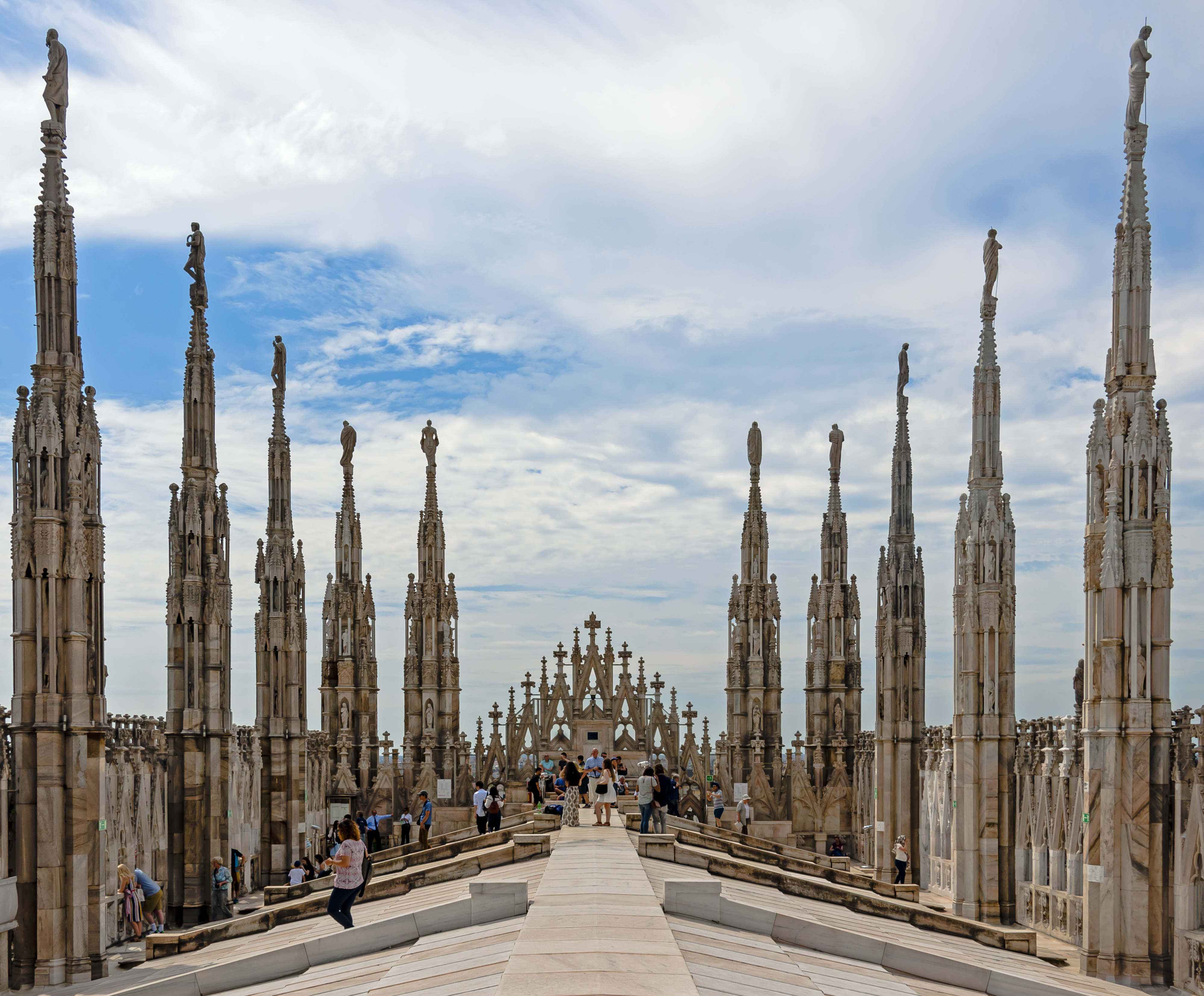
trên nóc
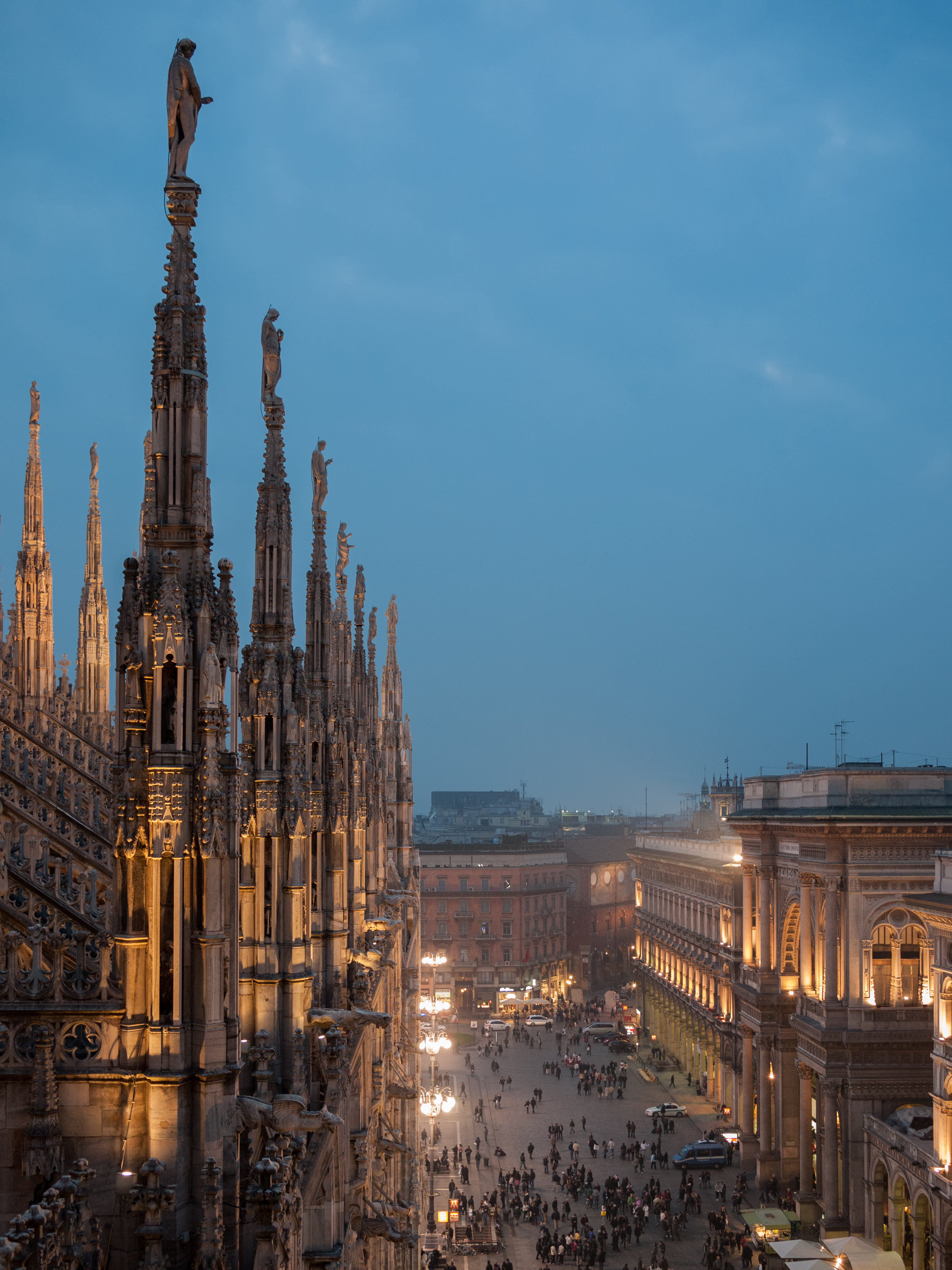
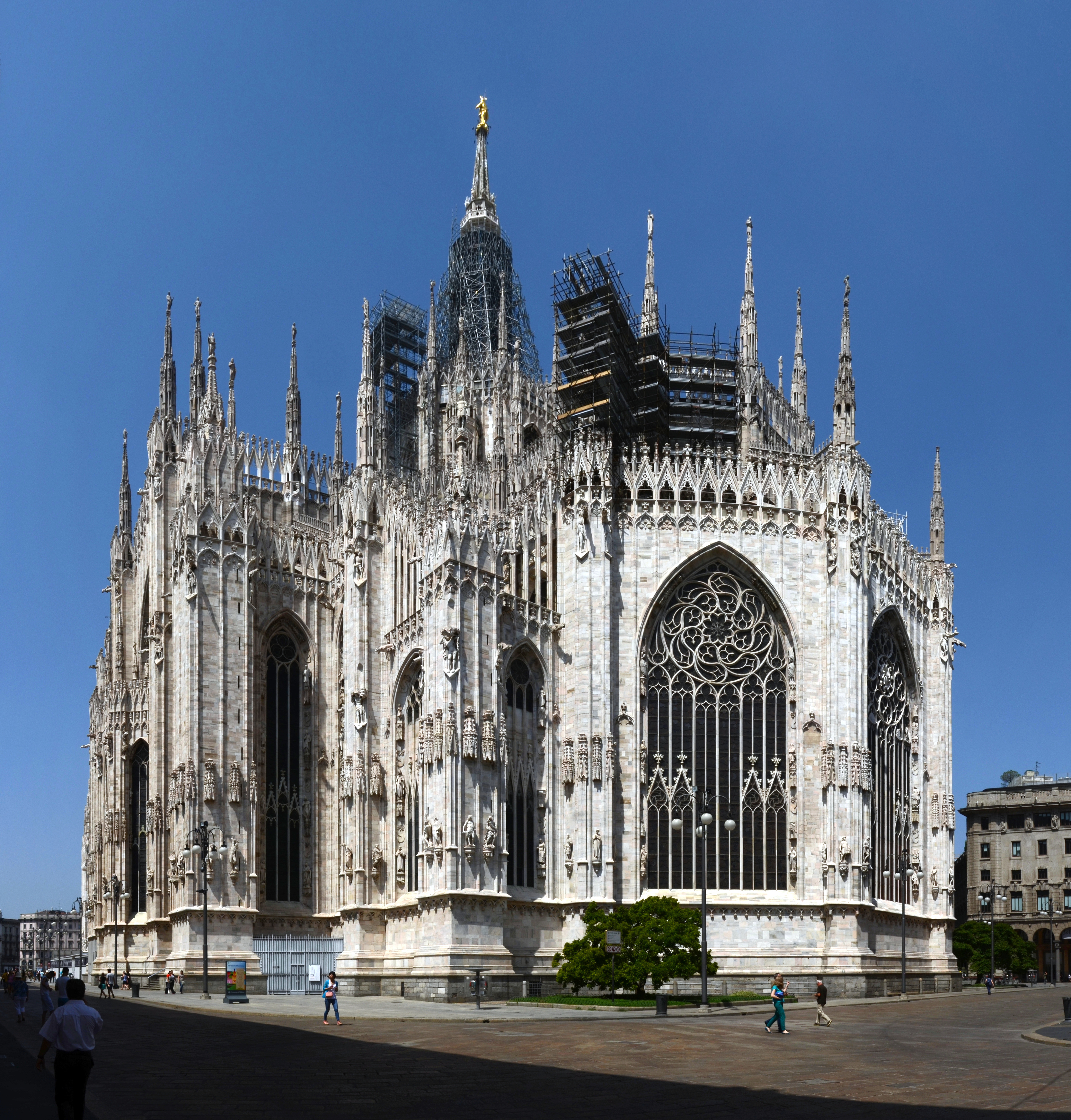